# Brian Vickers
Pour les articles homonymes, voir Vickers (homonymie).
Statistiques en NASCAR Cup Series
Dernière mise à jour : 11 février 2015
 enfant:Maximus Daniel Brian Vickers 
Brian Vickers (né le 24 octobre 1983 à Thomasville, Caroline du Nord) est un pilote américain de NASCAR participant à la Sprint Cup. Il pilote la Toyota no 55 pour le compte de la Michael Waltrip Racing.

## 2012: Championnat du monde d'endurance FIA
Brian Vickers participe partiellement à la première saison du Championnat du monde d'endurance FIA. En effet, il prend part à trois des huit manche que composent le championnat au volant d'une Ferrari 458 Italia GTE engagée par l'équipe italienne AF Corse. Il termine notamment sixième des 24 Heures du Mans dans la catégorie GTE Am.